# ارالدو (بازیکن فوتبال)
ارالدو (انگلیسی: Eraldo؛ زادهٔ ۱ آوریل ۱۹۸۲) بازیکن فوتبال اهل برزیل است.
از باشگاه‌هایی که در آن بازی کرده‌است می‌توان به باشگاه ورزشی کروزیرو، باشگاه فوتبال باهیا، باشگاه ورزشی پورتیموننزه، و باشگاه فوتبال ججو یونایتد اشاره کرد.